# فردریک بک (کشتی‌گیر)
فردریک بک (انگلیسی: Frederick Beck؛ زادهٔ ۵ مارس ۱۸۷۳ - درگذشته نامشخص) کشتی‌گیر اهل بریتانیا بود.